# Линза Барлоу

Применение линзы Барлоу. Красным показан ход лучей без линзы, зелёным — ход лучей с линзой.

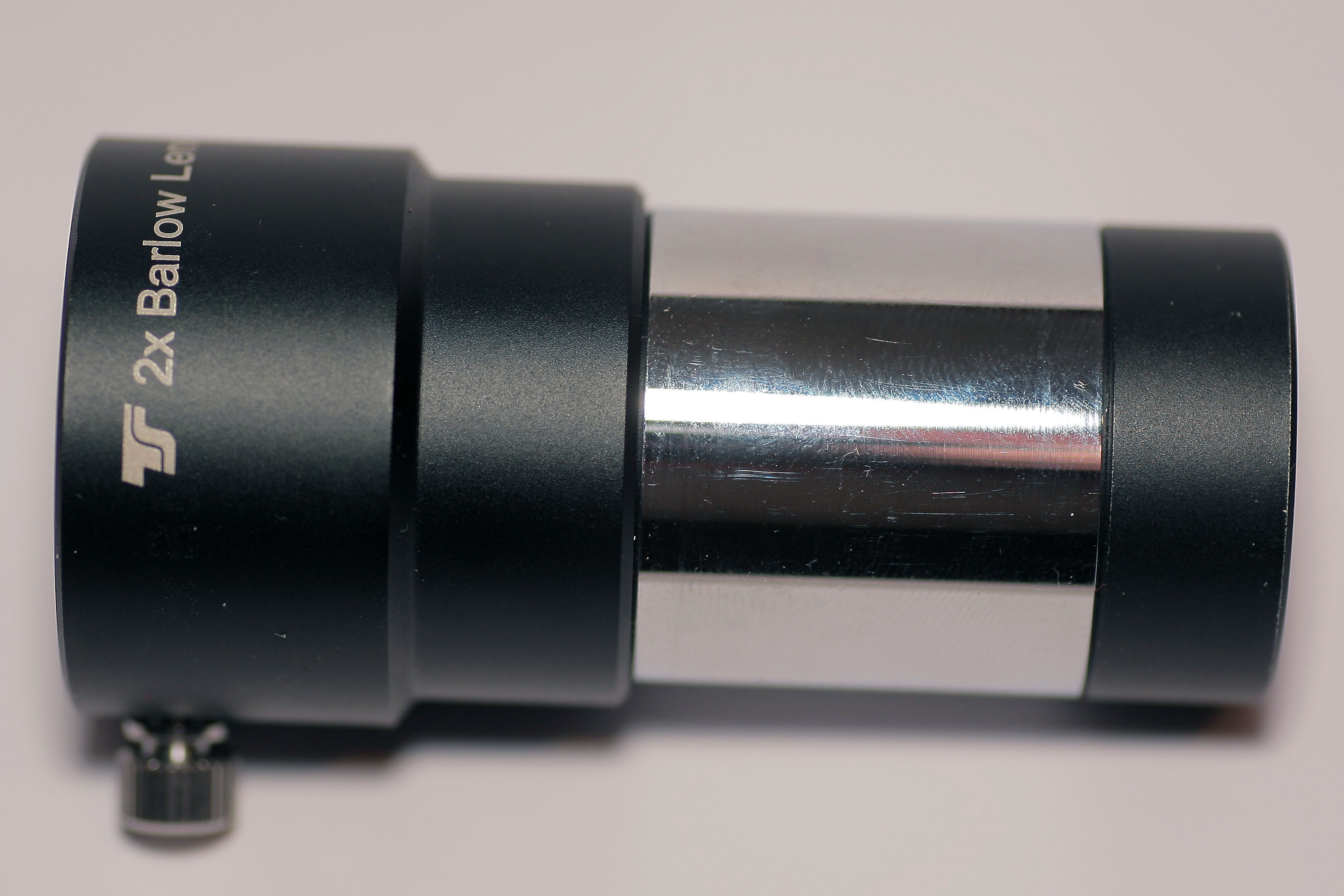
Линза Барлоу.

Линза Барлоу — рассеивающая линза или система линз, увеличивающая эффективное фокусное расстояние объектива телескопа, вследствие чего во столько же раз вырастает увеличение телескопа, равное отношению эффективных фокусных расстояний объектива и окуляра (но одновременно с этим уменьшается поле зрения). Линза Барлоу размещается перед окуляром. Разработана в 1833 году английским физиком и математиком Питером Барлоу. Он построил ахроматическую двойную линзу из соединенных бесцветного флинтового стекла и кронного стекла . Производная от этой конструкции, названная линзой Барлоу , широко используется в современной астрономии и фотографии в качестве оптического элемента для увеличения как ахроматизма, так и увеличения.
2× линза Барлоу увеличивает фокусное расстояние телескопа в 2 раза, тем самым удваивая увеличение любого окуляра, используемого с ней.

## Применение

### Микроскоп
В микроскопии линза, также называемая линзой Барлоу, используется для увеличения дистанции рассматривания при сопутствующем уменьшении увеличения. 